# Интензитет на магнитното поле
Интензитет или напрегнатост на магнитното поле е векторна физична величина, равна на разликата между вектора на магнитната индукция B и вектора на намагнитване M. Обозначава се обикновено със символа Н. Връзката между тях в международната система СИ е
{\displaystyle \mathbf {H} ={\frac {1}{\mu _{0}}}\mathbf {B} -\mathbf {M} ,} където {\displaystyle \mu _{0}} – магнитна проницаемост на вакуума (известна и като магнитна константа).
В системата СГС: {\displaystyle \mathbf {H} =\mathbf {B} -4\pi \mathbf {M} .}
В най-простия случай на изотропна (по магнитни свойства) среда и в приближение на достатъчно ниски честоти, намагнитването M зависи линейно от приложеното магнитно поле с индукция B:
{\displaystyle \mathbf {M} =\alpha \mathbf {B} .}
Исторически е прието обаче коефициентът да не се означава с {\displaystyle \alpha }, а да се изразява чрез свързаните величини магнитна проницаемост {\displaystyle \mu } или магнитна възприемчивост {\displaystyle \chi }:

в системата СИ: 
{\displaystyle \mathbf {M} ={\frac {\mu -1}{\mu _{0}\mu }}\mathbf {B} ={\frac {\chi }{\mu _{0}(1+\chi )}}\mathbf {B} ;}
в системата СГС:
{\displaystyle \mathbf {M} ={\frac {\mu -1}{4\pi \mu }}\mathbf {B} ={\frac {\chi }{1+4\pi \chi }}\mathbf {B} .}
В системата СИ интензитетът на магнитното поле се измерва в ампер на метър (A/m), 
в системата СГС – в оерстеди (Ое).
1 оерстед = 1000/(4π) = 79,577 A/m
1 А/m = 4π/1000 ≈ 0,01256637 Ое

## Физически смисъл
Във вакуум (или в отсъствие на среда, поддаваща се на магнитна поляризация, а също така и когато тя е пренебрежима) интензитетът на магнитното поле (Н) съвпада с вектора на магнитната индукция (B) с точност до коефициент, равен на 1 в СГС и {\displaystyle \mu _{0}} в СИ.
В магнитни материали интензитетът на магнитното поле има физическия смисъл на „външно“ поле, т.е. съвпада (в зависимост от приетата система единици, с точност до постоянен коефициент) с такъв вектор на магнитната индукция, какъвто би бил той, ако нямаше магнитен материал.
Например, ако полето се създава от соленоид с желязна сърцевина, интензитетът на магнитното поле H вътре в нея съвпада (в СГС точно, а в СИ – с точност до постоянен коефициент) с вектора B0, който би бил създаден от соленоида при отсъствие на сърцевина и който по принцип може да се пресметне, като се знае геометрията на соленоида и протичащия електрически ток, без всякаква допълнителна информация за материала на сърцевината и неговите магнитни свойства.
При това трябва да се подчертае, че магнитната индукция B е по-фундаментална характеристика на магнитното поле. Тя определя силата на въздействие на магнитното поле върху движещите се заредени частици и протичащите токове, а освен това може непосредствено да се измери, докато интензитетът на магнитното поле H може да се разглежда по-скоро като спомагателна величина (макар че пресмятането ѝ, поне в статичния случай, е по-просто, и в това се състои нейната ценност: H се създава от т.нар. свободни токове, които сравнително лесно се измерват непосредствено).
В обичайно използвания математически израз за енергия на магнитното поле (в среда) B и H влизат почти равноправно, но трябва да се отчита, че тук е включена и енергията, изразходена за поляризация на средата, а не само собствената енергия на полето. Енергията на самото магнитно поле се изразява само чрез B.
На границата между два материала, по която не протича повърхностен ток на проводимост, тангенциалният компонент на магнитния интензитет Hτ, успореден на повърхността, не се прекъсва.
Ако има повърхностен ток на проводимост {\displaystyle \mathbf {i} }, тогава стойността на разликата на този компонент от едната и другата страна на границата е точно равна на {\displaystyle |\mathbf {i} |}.
В магнитни среди интензитетът на магнитното поле е съставено от две независими части: {\displaystyle \mathbf {H} =\mathbf {H} _{0}+\mathbf {H} _{\mathrm {d} }}; 
{\displaystyle \mathbf {H} _{\mathrm {0} }} е приложеното магнитно поле, дължащо се само на свободните токове, а 
{\displaystyle \mathbf {H} _{\mathrm {d} }} е (де)магнетизиращото поле, дължащо се само на свързаните токове. 